# Armando Sadiku
Armando Durim Sadiku (n. 27 mai 1991, Elbasan, Regiunea Elbasan, Albania) este un fotbalist profesionist albanez care joacă pe postul de atacant pentru clubul elvețian Lugano și echipa națională a Albaniei.
Născut în Cërrik, Elbasan, Sadiku și-a început cariera la echipa locală Fushë Mbreti, de unde a plecat la grupele de tineret ale lui Turbina Cërrik, pentru care a debutat în cea de-a doua divizie albaneză. În vara anului 2009, s-a transferat la Gramozi Ersekë în primul sezon jucat vreodată de club în Prima Ligă a Albaniei, în care s-a impus, marcând opt goluri, ceea ce i-a asigurat un transfer la Elbasani. Sadiku a jucat doar în turul sezonului 2010-2011 pentru Elbasani, fiind suspendat de Federația Albaneză de Fotbal pentru comportament nesportiv, ceea ce l-a determinat să plece în străinătate, ajungând la echipa Locarno din Elveția.
Sadiku a fost un marcator prolific în Elveția, înscriind 54 de goluri în a Doua Ligă Elvețiană, al cărei golgheter a fost golgheter în sezonul 2012-2013. În noiembrie 2013 a semnat cu FC Zürich din prima ligă un contract pe cinci ani. Aici a jucat mai puțin, fiind mai mult accidentat, lipsind 6 luni de pe teren din cauza unei accidentări suferite în mai 2014. El a revenit în sezonul următor, dar nu a reușit să se impună, marcând doar trei goluri și câștigând Cupa Elveției 2013-2014. Sadiku a reușit să marcheze mai mult în prima jumătate a sezonului 2015-2016, opt goluri în 18 meciuri. În ciuda faptului că era cel mai bun marcator al echipei la acel moment, el a fost trimis împrumut la Vaduz, care lupta pentru salvarea de la retrogradare, o mutare care a fost numită de către mass-media elvețiană drept „autogol”.
Sadiku a ajutat-o pe Vaduz să nu retrogradeze, în plus, chiar în dauna lui Zürich care avea să retrogradeze. S-a întors la Zürich vara și a fost ținta unor cluburi europene importante din Serie A și Bundesliga, dar nu a plecat din cauza sumei mari de transfer cerute de către club. În ianuarie 2017, Sadiku a fost împrumutat din nou, de această dată la fosta sa echipă FC Lugano, unde l-a avut ca antrenor pe Paolo Tramezzani, care l-a mai antrenat în trecut.
Un internațional albanez, Sadiku, cu 12 goluri înscrise, este cel mai bun marcator care încă mai joacă pentru naționala sa, clasându-se pe locul al 8-lea în topul golgheterilor din toate timpurile ai Albaniei. La tineri, a reprezentat Albania la categoriile de vârstă sub 19 ani și sub 21, pentru care a marcat 6 goluri în doar 7 meciuri, fiind astfel cel mai bun marcator al naționalei U-21. El și-a făcut debutul la naționala mare a Albaniei în 2012 și a făcut parte din echipa care a participat la Campionatul European din 2016, unde a marcat primul gol al Albaniei la un Campionat European.

## Cariera pe echipe

### Primii ani
Născut în Cërrik, Elbasan, Sadiku și-a început cariera la tineret, la vârsta de 7 ani la echipa locală Fushë Mbreti, după care s-a înscris la echipele de tineret ale lui Turbinei Cërrik, pentru care a debutat ca fotbalist profesionist în al doilea eșalon albanez. A jucat pentru această echipă în sezoanele 2007-2008 și 2008-2009.

### Gramozi Ersekë
În iulie 2009, Sadiku a fost transferat de nou promovata Gramozi Ersekë, deținută de fratele magnatului albanez de petrol Rezart Taci. El a jucat primul meci în Prima Ligă a Albaniei pe 23 august, la vârsta de 18 ani, în meciul din prima etapă împotriva lui Shkumbini Peqin, care s-a încheiat cu o remiză fără goluri, cu Sadiku intrând în a doua repriză.
A marcat primul gol pe 19 septembrie în etapa a patra împotriva lui Skënderbeu Korçë, în urma căruia echipa sa a egalat, însă avea să piardă meciul cu 4-1. O săptămână mai târziu, Sadiku a marcat din nou, ajutând-o pe Gramozi să reușească prima victorie în Superliga Albaniei, învingând-o pe Flamurtari Vlorë.
Sadiku a terminat singurul sezon jucat pentru Gramozi Ersekë marcând 8 goluri în 28 de meciuri de campionat, părăsind echipa  după ce a retrogradat.

### Elbasani
În timpul ferestrei de transfer de vară, Sadiku a semnat cu clubul din orașul său natal KS Elbasani. În timpul sezonului 2010-2011, a jucat în tur în 14 meciuri și a marcat 5 goluri. El a debutat la noua sa echipă pe 22 august 2010 în timpul primei etape de campionat împotriva Tiranei, jucând 75 minute într-o remiză scor 1-1. El a înscris primul gol în al doilea meci pe care l-a jucat în acel sezon, șase zile mai târziu, marcând în ultimul minut al victoriei cu 2-1 cu Bylis Ballsh.
La 19 decembrie 2010, în timpul meciului de campionat împotriva lui Laçi, Sadiku, care a marcat un gol în acel meci, a fost eliminat în minutul 82. Cu un minut înaintea eliminării sale, a marcat, dar golul a fost anulat pe motiv de ofsaid de către arbitrul asistent Eduard Miho, lucru care l-a înfuriat pe Sadiku, care a alergat spre el și l-a apucat de gât, l-a scuipat și l-a insultat. Comisia de disciplină l-a suspendat pe Sadiku pentru doi ani și l-a amendat. Acesta a fost ultimul său meci din campionatul albanez, pentru Sadiku a părăsit clubul pentru a-și găsi o echipă în Elveția. Așa cum sa întâmplat și cu Gramozi Ersekë în sezonul precedent, Elbasani sa clasat pe ultimul loc și a retrogradat în al doilea eșalon albanez.

### Locarno
Sadiku a jucat pentru prima dată pentru o echipă din străinătate în martie 2011, unde a semnat cu echipa din a Doua Ligă Elvețiană Locarno. Transferul a fost făcut oficial pe data de 13. În dimineața în care a ajuns în țară a și plecat în deplasare cu echipa, care avea meci cu Schaffhausen. El a debutat mai târziu în acea zi, jucând 82 minute într-o înfrângere cu 2-1. A marcat primul gol în Elveția în cel de-al treilea meci jucat pentru club, acesta fiind cel împotriva lui Chiasso de pe 1 aprilie dintr-o victorie cu 2-1.
După ce a spart gheața în Elveția cu acest gol, a reușit să marcheze nouă goluri în 12 meciuri, reușind, printre altele, o dublă împotriva lui Kriens și câte un gol Aarau și Winterthur, goluri prin care și-a ajutat echipa să evite retrogradarea.
Sadiku a început sezonul 2011-2012 în forță, marcând de două ori în prima etapă împotriva lui Wohlen, cu Locarno pierzând meciul cu 5-2. El a marcat din nou pe 20 august, reușind să o facă de două ori în victoria cu 3-0 cu Etoile Carouge, aceasta fiind prima victorie a sezonului. A înscris apoi în turul doi al Cupei Elveției împotriva lui Wil, însă golul lui nu a fost suficient deoarece Locarno a fost eliminată la penaltiuri după ce meciul s-a terminat la egalitate, scor 1-1. Sadiku și-a încheiat cel de-al doilea sezon de la Locarno, marcând 19 goluri în campionat, fiind cel mai bun marcator, cu Locarno a terminând pe locul 9.

### Lugano
La 23 iulie 2012, Locarno a confirmat prin intermediul site-ului oficial transferul lui Sadiku, care a semnat un contract pe trei ani. În urma acestui acord Sadiku urma să câștige 200.000 de franci elvețieni pe sezon.
El a debutat pentru Lugano peste o săptămână, în meciul din etapa a treia a campionatului împotriva Biel-Bienne, marcând o dublă în meciul câștigat de Lugano cu 4-0. El a înscris o altă dublă pe 19 august în victoria cu 4-1 de pe teren propriu cu Wohlen Sadiku a marcat mai mult de zece goluri pentru al doilea sezon consecutiv, reușind acest lucru pe 29 octombrie, înscriind singurul gol al echipei sale într-o înfrângere scor 1-2 cu Winterthur. Sadiku a terminat în cele din urmă primul său sezon la Lugano cu 32 de meciuri în campionat, în care a jucat 2849 minute și a marcat 20 de goluri, fiind golgheterul echipei. Lugano a terminat pe locul al șaptelea în campionat. El a marcat, de asemenea, 2 goluri în 2 meciuri de cupă.
A început noul sezon marcând în înfrângerea scor 1-3 suferită în fața lui St. Gallen în al doilea tur al Cupei Elveției 2013-2014, în urma căreia Lugano a fost eliminată din competiție. În prima parte a sezonului 2013-2014, Sadiku a marcat 6 goluri în 11 meciuri, inclusiv o dublă în victoria scor 3-1 de pe teren propriu cu Schaffhausen, părăsind echipa în noiembrie.

### Zurich
La 13 noiembrie 2013, Zürich și Lugano au ajuns la un acord pentru transferul lui Sadiku în valoare de 500.000 de euro. Pe 1 ianuarie 2014 jucătorul a semnat un contract până în iunie 2018, primind tricoul cu numărul 11. La Zürich a jucat cu conaționalul albanez Burim Kukeli.
Sadiku a jucat primul meci în Superliga Elveției la 1 februarie împotriva lui Sion, intrând în ultimele minute. Sadiku a înscris primul său gol pe 16 februarie în victoria cu 3-1 de pe teren propriu cu Thun.
Mai târziu, pe 26 martie, el a intrat pe teren din nou din postura de rezervă, de această dată în ultimele minute ale timpului suplimentar al meciului din semi-finalele Cupei Elvețiene împotriva lui Thun, care s-a terminat cu o remiză fără goluri, ceea ce a dus meciul la loviturile de departajare, unde Sadiku a reușit să transforme cu succes penaltiul, ajutându-și echipa să câștige cu 5-4. El a jucat și în finala competiției împotriva Baselului, cu Zürich câștigân meciul în prelungiri și obținând cea de-a opta cupă din istorie. Această victorie a dus la câștigarea primului său trofeu din carieră.
La 10 mai 2014, în timpul meciului de campionat împotriva lui St. Gallen, Sadiku a intrat pe teren în minutul 70 și s-a accidentat la scurt timp, rupându-și ligamentele de la genunchi, lucru care avea să-l țină pe tușă pentru șase luni.
Sadiku a revenit pe teren pe 30 noiembrie 2014, în meciul din etapa a șaptesprezecea din Superliga Elvețiană, cu Basel, în care a intrat pe teren din postura de rezervă, scor 1-2. El a marcat primul gol în sezonul 2014-2015 în victoria cu 5-0 asupra lui Cham din turul trei al Cupei Elveției. El a încheiat sezonul 2014-2015, marcând 3 goluri în 14 meciuri de campionat, plus un gol în meciul de cupă.

#### Împrumutul la Vaduz
În prima parte a sezonului 2015-2016, Sadiku a fost folosit rar, fiind de cele mai multe ori rezervă în echipa gândită de antrenorul Sami Hyypiä, în ciuda faptului că a fost cel mai bun marcator al echipei în campionat. Acest lucru l-a determinat să solicite un împrumut la o altă echipă din Superliga Elvețiană pentru a juca mai mult, dorindu-și să fie în formă la naționala Albaniei la Campionatul European din 2016 din Franța. Dorința lui a fost împlinită, iar la 12 ianuarie 2016 Sadiku a fost împrumutat la Vaduz până la sfârșitul sezonului. În timpul prezentării sale, o zi mai târziu, lui Sadiku i s-a alocat numărul 32 și a declarat că a luat „decizia cea mai bună” când a semnat cu Vaduz. Clubul său părinte Zürich a fost criticat de mass-media elvețiană, care a numit împrumutul un „autogol” și o decizie „arogantă”.
Sadiku și-a făcut debutul pentru club la 6 februarie, marcând o dublă și oferindu-i două pase de gol într-o victorie cu 5-2 reușită în fața lui Lugano, una dintre fostele sale echipe. Pe 28 februarie, el a marcat din nou singurul gol într-o remiză reușită de echipa sa, scor 1-1 împotriva lui Grasshopper, prin care Vaduz a obținut un punct important în lupta pentru evitarea retrogradării.
Pe 6 aprilie a marcat o dublă în meciul din semifinalele Cupei Liechtensteinului din sezonul 2015-2016 împotriva lui Eschen/Mauren, ajutându-și echipa să câștige cu 2-1 și să acceadă în finală. Patru zile mai târziu, Sadiku a marcat cel de-al patrulea gol pentru Vaduz si a dat o pasă de gol în timpul victoriei cu 3-0 în fața lui St. Gallen, ajutându-o pe Vaduz să câștige pentru prima dată după sase meciuri consecutive în campionat fără victorie. El a înscris cel de-al zecelea gol al sezonului, în timpul înfrângerii cu 5-4 în deplasare la Young Boys. Vaduz a terminat pe locul 8, strângând destule puncte pentru a evita retrogradarea.

#### Împrumut la Lugano
După sosirea lui Paolo Tramezzani de la echipa națională a lui Sadiku, Albania, la Lugano, Sadiku și-a dorit să fie împrumutat și să joace din nou la FC Lugano. El și-a făcut debutul pe 4 februarie într-o înfrângere în deplasare, scor 0-4 cu Basel. După aceasta, el a reușit să înscrie în cinci meciuri consecutiv, printre care și în victoria cu St. Gallen cu Lugano bătându-se pentru clasarea pe un loc care să-i asigure prezența în cupele europene în următorul sezon. În timpul petrecut la Lugano, Sadiku a format o pereche letală cu Ezgjan Alioski, care a înscris în total 25 de goluri. Pe 7 mai, Sadiku a marcat împotriva Baselului și a sărbătorit scoțându-și tricoul, lucru în urma căruia a a primit cel de-al doilea cartonaș galben, cu meciul terminându-se la egalitate, scor 2-2. Pe 21 mai, Sadiku a marcat împotriva fostei sale echipe, Vaduz, reușind să deschidă scorul pentru Lugano în victoria cu 3-0 care i-a asigurat participarea în sezonul viitor al UEFA Europa League, mai precis ediția 2017-2018. A terminat areturul sezonului 2016-2017 marcând de 9 ori în 16 apariții.

### Legia Varșovia
Pe 12 iulie 2017, Sadiku a semnat cu echipa poloneză din Ekstraklasa, Legia Varșovia, cu care a semnat un contract pe trei ani. Suma de transfer nu a fost făcută publică, dar s-a estimat că Legia ar fi plătit 1,5 milioane de euro pentru serviciile sale, făcându-l pe Sadiku cel mai scump transfer din fotbal polonez. El a fost prezentat două zile mai târziu, în cadrul unei conferințe de presă în care i s-a acordat tricoul cu numărul 99, declarând: „Sunt fericit că am semnat cu un club atât de mare. Acesta este un pas înainte în cariera mea. Sper că ne vom califica în grupele Ligii Campionilor” 
Sadiku a jucat primul meci pentru Legia pe 15 iulie în prima etapă din Ekstraklasa împotriva lui Gornik Zabrze, jucând în a doua repriză și marcând singurul gol al echipei sale într-o înfrângere cu 3-1. Unsprezece zile mai târziu, Sadiku a debutat în Liga Campionilor UEFA, marcând din fața porții în victoria cu 3-1 cu Astana din turul celei de a treia runde de calificări. Sadiku a jucat primul meci în Cupa Poloniei pe 8 august, marcând în ultimele momente ale victoriei cu 4-1 cu Wisła Puławy în șaisprezecimi.
Sadiku a fost vândut de către Legia pe data de 31 ianuarie, la echipa Levante din La Liga, pentru o sumă de transfer care nu a fost făcută publică. În timpul perioadei cât a jucat pentru Varșovia, el a înscris de 7 ori în 25 de meciuri oficiale.

### Levante
La data de 31 ianuarie 2018, în ultima zi a perioadei de transferuri, Sadiku a semnat un contract cu Levante din La Liga, valabil până în iunie 2020. După câteva săptămâni în care a lipsit din echipă din cauza unei accidentări, Sadiku a debutat pentru echipă pe 26 februarie în înfrângerea cu 0-2 cu Real Betis. Astfel, el a devenit doar al doilea albanez care a jucat în La Liga vreodată, primul fiind Valdet Rama. Pe 4 martie, în ultimele minute ale primei reprize ale meciului cu Espanyol, Sadiku s-a ciocnit cap în cap cu portarul Diego López; el a fost înlocuit la pauză în timp ce López a fost trimis la spital. Sadiku a suferit o intervenție chirurgicală la piramida nazală.
A terminat returul sezonului 2017-2018 cu doar șase meciuri jucate în campionat, fără să marcheze niciun gol. În august 2018, Sadiku s-a accidentat la genunchiul stâng, în timp ce juca într-un meci amical cu Heerenveen din Olanda. Din cauza acestei accidentări a lipsit  în turul sezonului 2018-2019.

### Întoarcerea la Lugano
La 15 ianuarie 2019, Lugano a anunțat că a ajuns la un acord cu Levante pentru achiziționarea lui Sadiku, care a semnat un contract valabil până la sfârșitul sezonului 2018-2019. Contractul includea o clauză prin care echipa spaniolă își rezerva dreptul de a-l cumpăra înapoi pe Sadiku în următoarea fereastră de transfer. Președintele clubului Enzo Renzetti a fost încântat de acest transfer, declarând: „Am vorbit personal cu băiatul. Este foarte motivat și așteaptă cu nerăbdare să ni se alăture.”

## Cariera la națională

### Echipa de tineret
Sadiku a fost chemat la echipa națională de fotbal a Albaniei sub 19 ani de către antrenorul Ramadan Shehu pentru un două meciuri amicale împotriva Ciprului U19 în zilele de 20 și 21 octombrie 2009. În ambele meciuri el a fost titular și a fost înlocuit în a doua repriză. A fost inclus în echipa U19 a Albaniei aflată sub comanda lui Ramadan Shehu, în meciurile din calificarea la Campionatul European de Tineret sub 19 ani din 2010.
În calificările pentru Campionatul European sub 21 de ani al UEFA, Sadiku a înscris două goluri intrând din postura de rezervă împotriva Moldovei U21 pe 7 septembrie 2011, meci în urma căruia Albania a obținut primele puncte ale campaniei. El a marcat apoi de două ori împotriva Poloniei într-o înfrângere suferită de Albania scor 3-4. Au urmat alte două goluri într-o remiză scor 2-2 cu Portugalia, încasând 6 goluri în primele 7 meciuri pentru Albania U21.

### Echipa națională mare
După ce a preluat echipa națională a Albaniei, Gianni De Biasi l-a convocat pe Sadiku pentru primul său meci ca antrenor principal, un amical împotriva Georgiei la 29 februarie 2012 care a avut loc pe stadionul Mikheil Meskhi din Tbilisi. El și-a făcut debutul la națională intrând în minutul 82 al partidei în locul golgheterului Edgar Çani, într-un meci pierdut de Albania cu 2-1. El a fost chemat apoi în următoarele două meciuri amicale cu Qatar și Iranul în mai 2012, în care a intrat în a doua repriză în ambele meciuri, pe care Albania le-a câștigat.

#### Calificările pentru Campionatul Mondial din 2014
Pentru calificările la Campionatul Mondial din 2014, noul antrenor Gianni De Biasi a introdus tineri în echipa națională mare pentru a spori concurența pentru locurile de titular. Astfel, tineri precum Sadiku, Edgar Çani și Bekim Balaj au concurat pentru un loc de titular cu jucători experimentați precum Erjon Bogdani și Hamdi Salihi. În meciul de deschidere împotriva Ciprului pentru calificările la Campionatul Mondial din 2014 de pe 7 septembrie 2012, Sadiku a început ca titular, formând o pereche în atac cu Salihi, iar Sadiku a reușit să înscrie primul său gol la națională. Golul său a venit în minutul 36 dintr-o centrare venită dintr-o lovitură liberă din partea dreaptă a terenului care a fost executată de Alban Meha. A fost primul gol al meciului care a fost câștigat de Albania cu 3-1.

#### Calificările și turneul final al Campionatului European din 2016

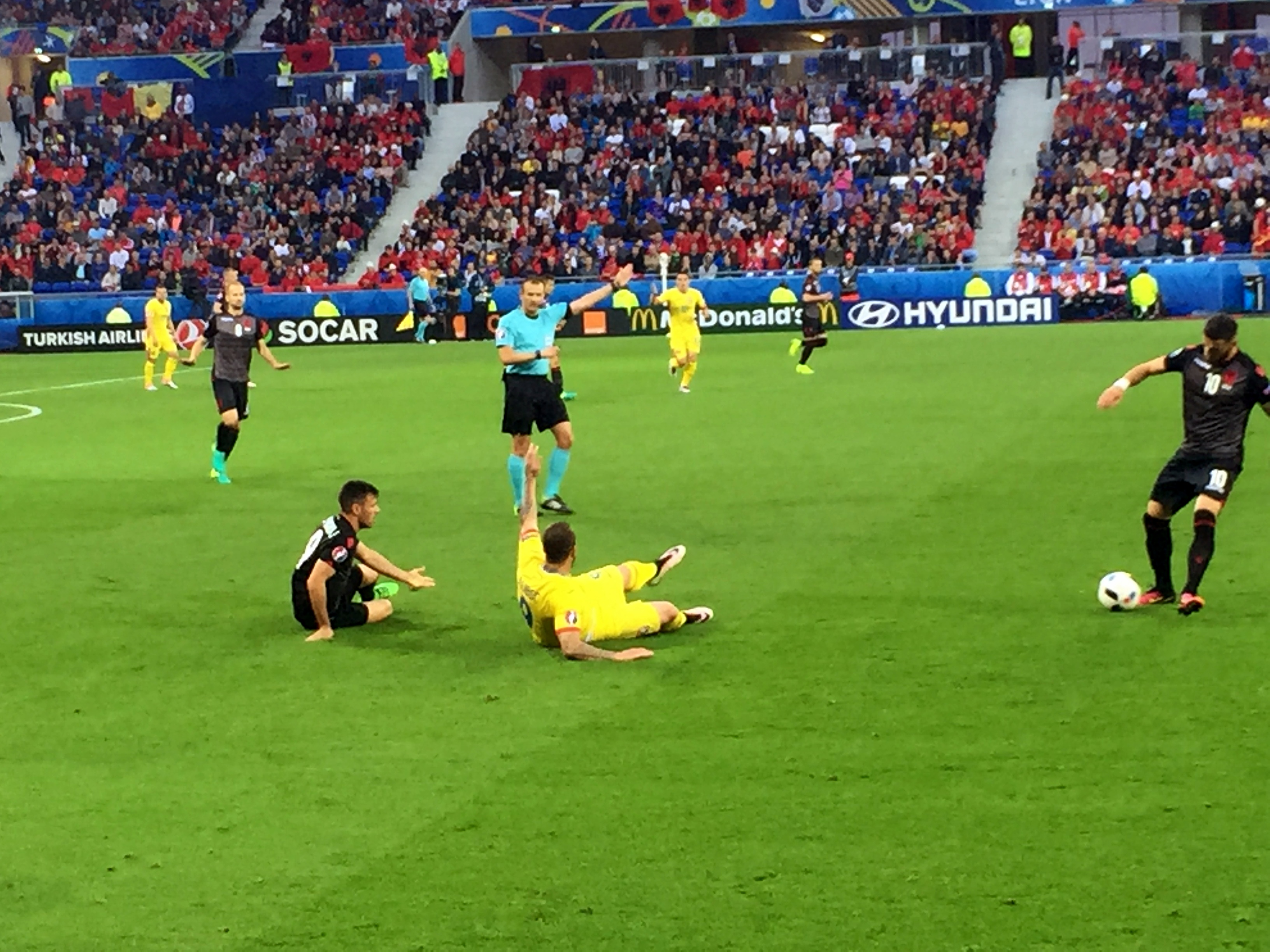
Armando Sadiku la minge în timpul ultimului meci din grupe împotriva României.

Sadiku a fost chemat sporadic pentru meciurile de calificare la Euro 2016; chiar și atunci când a făcut parte din echipă, a fost considerat a treia alegere de către selecționerul De Biasi, în urma lui Cikalleshi și Balaj. El și-a făcut prima sa apariție în Grupa I pe 4 septembrie 2015 în fața Danemarcei, înlocuindu-l pe Lenjani în minutul 64, în remiza fără gol făcută de Albania pe Telia Parken. În ultimul meci din grupe împotriva Armeniei, pe data de 11 octombrie, Sadiku a intrat în minutul 59 și a înscris 17 minute mai târziu pentru a duce scorul la 3-0; învingându-l pe portarul advers Kasparov cu un șut slab, fructificând centrarea dată de Roshi. În urma acestei victorii Albania a terminat pe locul al doilea în Grupa I, asigurându-și un loc la Campionatul European din 2016, fiind prima prezență a Albaniei la un turneu final.
La 21 mai 2016, Sadiku a fost numit în lotul lărgit al Albaniei de 27 de persoane pentru Campionatul European din 2016 și pe lista finală de 23 de jucători pe 31 mai. El a jucat primul meci la Campionatul European pe 11 iunie 2016 în primul meci din grupa A împotriva Elveției, pierdut de Albania cu 0-1. În ultimul meci din grupe cu România, care s-a jucat opt zile mai târziu, Sadiku a înscris un gol cu capul în prima repriză în urma căruia Albania a obținut o victorie istorică scor 1-0; a fost primul jucător albanez care a înscris un gol la Campionatul European, iar Albania a obținut prima ei victorie la un turneu final. A fost, de asemenea, prima victorie a Albaniei obținut în fața României din 1948 încoace. Albania a terminat grupa pe poziția a treia cu trei puncte și cu un golaveraj de -2 și s-a fost clasat pe ultimul loc printre echipele clasate pe locul trei, ceea ce a dus la eliminarea echipei de la turneul final.

#### Calificările la Campionatul Mondial din 2018
Pentru calificările la Campionatul Mondial din 2018, Albania lui Sadiku a fost plasată în grupa G împreună cu Spania, Italia, Israel, Macedonia și Liechtenstein. La 29 august 2016, a fost convocat pentru meciul amical împotriva Marocului și pentru primul meci din calificări împotriva Macedoniei. A intrat ca rezervă în a doua repriză în remiza albă împotriva Marocului care s-a jucat pe stadion Loro Boriçi, recent renovat. Pe 5 septembrie, în meciul cu Macedonia, Sadiku a deschis scorul cu un șut de pe dreapta din afara careului, în timp ce Albania a câștigat cu 2-1 mulțumită unui gol marcat în ultimele minute. Mai târziu în acea lună, Sadiku a suferit o accidentare în timp ce juca pentru Zürich, ceea ce l-a făcut indisponibil pentru următoarele două meciuri de calificare împotriva Liechtensteinului și Spaniei în octombrie, care s-au încheiat cu o victorie cu 2-0, respectiv o înfrângere cu 0-2. El a ratat, de asemenea, meciul de pe Elbasan Arena împotriva Israelului, care s-a încheiat cu o înfrângere scor 0-3, în urma căreia Albania a coborât pe locul al patrulea.
Sadiku s-a întors la echipa națională în martie pentru meciul cu Italia și pentru meciul amical împotriva Bosniei și Herțegovinei. A revenit pe teren pentru meciul cu Italia, intrând în ultimele 23 de minute, în care Albania a suferit o nouă înfrângere. La 12 iunie 2017, în meciul cu Israelul de pe Stadionul Sammy Ofer, Sadiku a revenit la linia de start după nouă luni, înscriind de două ori în prima repriză ambele goluri ale partidei cu șuturi de la distanță, în timp ce Albania a reușit să se revanșeze pentru înfrângerea din primul meci cu Israelul, câștigând cu 3-0 în deplasare.

#### Calificările la Campionatul European din 2020
La 14 martie 2019, Sadiku a primit o convocare pentru meciurile de calificare la UEFA Euro 2020 împotriva Turciei și Andorrei revenind în echipa națională după un an. La 22 martie, a intrat în a doua repriză a primului meci împotriva Turciei de pe Loro Boriçi, fiind primul meci jucat de Sadiku la națională după 361 de zile. Trei zile mai târziu, noul antrenor interimar, Ervin Bulku, a decis să înceapă cu Sadiku în al doilea meci împotriva Andorrei; atacantul a marcat în minutul 21 în poarta goală, după ce a beneficiat de o respingere greșită a portarului advers Josep Gómes, reușind să câștige cu 3-0 pe Estadi Nacional. Acesta a fost cel de-al 12-lea gol la națională, depășindu-l pe Hamdi Salihi și devenind cel de-al patrulea cel mai bun marcator  al Albaniei.

## Sponsorizare
În aprilie 2016, Sadiku a semnat un acord de sponsorizare cu producătorul american de echipament sportiv Nike.

## Viața personală
Sadiku s-a născut la 27 mai 1991 în Elbasan, Cérrik. Tatăl său, Durim, este din Trebisht, Albania și mama sa din Podujevo, Kosovo. Sadiku este înrudit cu Taulant și Granit Xhaka prin mama sa. El are origini bulgare din partea tatălui. Fratele său, Sherif Sadiku, este de asemenea un fotbalist profesionist care joacă pentru Shkumbini Peqin în a doua divizie albaneză. Sadiku a declarat că modelul și fotbalistul său preferat este atacantul suedez Zlatan Ibrahimović. Este, de asemenea, fan al clubului italian Internazionale Milano.
Este de asemenea cunoscut ca susținător al Partidului Socialist din Albania, pentru care a participat la campaniile electorale din 2013 și 2017. La 30 decembrie 2016, Sadiku a fost numit „cetățean de onoare” de către orașul Elbasan pentru contribuțiile sale aduse sportului. La 9 ianuarie 2018, Sadiku s-a logodit cu Elona, dentistă albanezo- kosovară, pe care a cunoscut-o pe Facebook.

## Onoruri
Zurich
- Cupa Elveției: 2013-2014 [128]

Vaduz
- Cupa Liechtensteinului: 2015-2016 [128]